# Wally Pfister
Walter „Wally“ Pfister (* 8. Juli 1961 in Chicago, Illinois) ist ein US-amerikanischer Kameramann und Regisseur.

## Leben
Wally Pfister wurde vor allem durch Filmprojekte unter Regisseur Christopher Nolan bekannt. Für vier der in dieser Zusammenarbeit entstandenen Filme (Batman Begins, The Dark Knight, Prestige – Die Meister der Magie und Inception) wurde er für den Oscar in der Kategorie Beste Kamera nominiert und gewann den Preis 2011 für Inception. Ihr erster gemeinsamer Film war Memento aus dem Jahr 2000. Pfister ist Mitglied der American Society of Cinematographers.
Pfister begann seine Laufbahn im Filmgeschäft als einfacher Kameramann Ende der 1980er Jahre. 1990 war er mehrmals als Chefkameramann der Second Unit aktiv, 1991 folgte mit Unborn – Kind des Satans sein erster Einsatz als eigenständiger Kameramann. Bis Ende der 1990er wirkte er vor allem an mehreren Direct-to-Video-Produktionen und Fernsehfilmen mit.
Im Frühjahr 2013  drehte Pfister mit Transcendence seinen Debütfilm als Regisseur. Der Science-Fiction-Film kam im April 2014 in die Kinos. Pfisters langjähriger Kollaborateur Nolan fungierte bei seinem Erstling als ausführender Produzent.
Wally Pfister ist seit 1992 mit Anna Julien verheiratet, ihre Tochter Claire Julien ist Schauspielerin.

## Filmografie (Auswahl)
Als Kameramann
- 1991: Unborn – Kind des Satans (The Unborn)
- 1992: Colors of Crime (Sketch Artist)
- 1993: Amityville – A New Generation
- 1994: Das Objekt der Begierde (Object of Obsession)
- 1994: Blackout (Stranger by Night)
- 1995: Evil Date – Verabredung mit dem Teufel (The Granny)
- 1998: Frühstück mit Einstein (Breakfast with Einstein)
- 1999: The Hi-Line
- 2000: Memento
- 2001: Heimkehr in den Tod (Sanctuary)
- 2002: Laurel Canyon
- 2002: Insomnia – Schlaflos (Insomnia)
- 2003: The Italian Job – Jagd auf Millionen (The Italian Job)
- 2005: Batman Begins
- 2005: Slow Burn – Verführerische Falle (Slow Burn)
- 2006: Prestige – Die Meister der Magie (The Prestige)
- 2008: The Dark Knight
- 2010: Inception
- 2011: Die Kunst zu gewinnen – Moneyball (Moneyball)
- 2012: The Dark Knight Rises

Als Regisseur
- 2014: Transcendence
- 2017: The Tick (Fernsehserie)

## Auszeichnungen (Auswahl)
| Preis                                | Film                             | Kategorie                                                        | Land | Jahr |
| ------------------------------------ | -------------------------------- | ---------------------------------------------------------------- | ---- | ---- |
| Oscar-Nominierung                    | Batman Begins                    | Beste Kamera                                                     | USA  | 2006 |
| Oscar-Nominierung                    | Prestige – Die Meister der Magie | Beste Kamera                                                     | USA  | 2007 |
| Oscar-Nominierung                    | The Dark Knight                  | Beste Kamera                                                     | USA  | 2009 |
| Oscar                                | Inception                        | Beste Kamera                                                     | USA  | 2011 |
| ASC-Award-Nominierung                | Batman Begins                    | Outstanding Achievement in Cinematography in Theatrical Releases | USA  | 2006 |
| Independent-Spirit-Award-Nominierung | Memento                          | Beste Kamera                                                     | USA  | 2002 |

## Trivia
- Im Videospiel zu Batman Begins ist ein Charakter, der Commissioner Gordon als Informant in einem Schwarzmarkt-Klub dient, nach Wally Pfister benannt.